# 변웅전
변웅전(邊雄田, 1940년 10월 15일~)은 대한민국의 방송인, 정치인이다. 제15·16·18대 국회의원, 자유선진당 대표를 역임했다. 본관은 원주이다.
'뽀빠이'로 유명한 MC 이상용을 발굴하여 연예계에 데뷔시켰다.

## 학력
- 서산국민학교 졸업
- 서산중학교 졸업
- 서산농림고등학교 축산과 졸업
- 중앙대학교 문리과대학 문학부 심리학 학사
- 중앙대학교 행정대학원 행정학 석사

## 약력

### 방송 경력
- KBS 아나운서
- MBC 아나운서실장
- MBC 방송위원
- MBC 프로덕션 대표이사 사장

### 정치 경력
- 국회 재정경제위원회 위원
- 국회 농림해양위원회 위원
- 국회 건설교통위원회 위원
- 국회 통일외교위원회 위원
- 국회 농어촌대책특별위원회 위원
- 국회 운영위원회 위원
- 제17대 총선 자민련 충청권 선대위원장
- 국민중심당 전당대회 의장
- 당, 서해안살리기 범국민운동본부 본부장
- 이회창 대통령후보 선대위 상임고문
- 자유선진당 창당 발기인
- 국회 보건복지가족위원회 위원장
- 자유선진당 최고위원
- 자유선진당 대표 겸 독도수호대책특별위원회 위원장
- 새누리당 중앙선대위 고문
- 옛 새누리당 정치인
- 옛 자유한국당 정치인

### 기타 이력
- 명지대학교 정치외교학과 겸임교수

## 역대 선거 결과
|  | 54.17% |

|  | 9.8% |

|  | 38.05% |

|  | 51.65% |

|  | 3.23% |

## 소속 정당
| 소속 정당 | 소속 정당    | 소속 기간 | 비고           |
| --------- | ------------ | --------- | -------------- |
|           | 자유민주연합 | 1995~2005 | 창당 정계 입문 |
|           | 무소속       | 2005~2006 | 탈당           |
|           | 국민중심당   | 2006~2008 | 창당           |
|           | 자유선진당   | 2008~2012 | 합당           |
|           | 선진통일당   | 2012      | 당명 변경      |
|           | 새누리당     | 2012~2017 | 합당 정계 은퇴 |
|           | 자유한국당   | 2017~2020 | 당명 변경      |
|           | 미래통합당   | 2020      | 합당           |
|           | 국민의힘     | 2020~현재 | 당명 변경      |

## 같이 보기
- 서산시·태안군
- 서산시의 국회의원
- 태안군의 국회의원
- 대한민국 제16대 국회의원 선거 자유민주연합 후보 목록#비례대표